# استیو کرونین
استیو کرونین (انگلیسی: Steve Cronin؛ زادهٔ ۲۸ مهٔ ۱۹۸۳) یک بازیکن فوتبال اهل ایالات متحده آمریکا است.